# Elecciones estatales de Sinaloa de 2021
Las Elecciones estatales de Sinaloa de 2021 se llevaron a cabo el domingo 6 de junio de 2021, y en ellas se renovaron los titulares de los siguientes cargos de elección popular del estado mexicano de Sinaloa:
- Gobernador de Sinaloa. Titular del Poder Ejecutivo del estado, electo para un periodo de seis años no reelegibles en ningún caso. El candidato electo fue Rubén Rocha Moya.[3]
- 40 diputados locales: Se eligen 40 diputados estatales, 24 por medio de votación directa y los otros 16 elegidos bajo un sistema de representación proporcional.
- '18 Ayuntamientos': Formados por un Presidente Municipal y regidores que conforman el cabildo municipal, electos para un periodo de tres años,  reelegibles hasta por un período más.

## Organización

### Partidos políticos
En las elecciones estatales tienen derecho a participar once partidos políticos. Diez son partidos políticos con registro nacional: Partido Acción Nacional (PAN), Partido Revolucionario Institucional (PRI), Partido de la Revolución Democrática (PRD), Partido del Trabajo (PT), Partido Verde Ecologista de México (PVEM), Movimiento Ciudadano (MC), Movimiento Regeneración Nacional (MORENA), Partido Encuentro Solidario (PES), Fuerza por México (FPM) y Redes Sociales Progresistas (RSP). Y además el partido político estatal: Partido Sinaloense.

### Proceso electoral
La campaña electoral inicia el 4 de abril de 2021 para todos los cargos de elección popular del estado y se extiende durante dos meses, hasta el 2 de junio. La votación está programada para hacerse el 6 de junio de 2021, de las 8 de la mañana a las 6 de la tarde, en simultáneo con las elecciones federales. Se estima que el computo final de resultados se publique el 13 de junio.

### Distritos electorales
Para la elección de diputados de mayoría relativa del Congreso del Estado de Sinaloa, la entidad se divide en 24 distritos electorales.
| Distrito | Cabecera          | Municipios | Mapa |
| -------- | ----------------- | ---------- | ---- |
| 1        | El Fuerte         | 2          |      |
| 2        | Ahome             | 1          |      |
| 3        | Ahome             | 1          |      |
| 4        | Ahome             | 2          |      |
| 5        | Ahome             | 1          |      |
| 6        | Sinaloa           | 2          |      |
| 7        | Guasave           | 1          |      |
| 8        | Guasave           | 1          |      |
| 9        | Salvador Alvarado | 2          |      |
| 10       | Mocorito          | 3          |      |
| 11       | Navolato          | 2          |      |
| 12       | Culiacán          | 1          |      |
| 13       | Culiacán          | 1          |      |
| 14       | Culiacán          | 1          |      |
| 15       | Culiacán          | 1          |      |
| 16       | Culiacán          | 1          |      |
| 17       | Culiacán          | 1          |      |
| 18       | Culiacán          | 1          |      |
| 19       | Elota             | 4          |      |
| 20       | Mazatlán          | 1          |      |
| 21       | Mazatlán          | 1          |      |
| 22       | Mazatlán          | 1          |      |
| 23       | Concordia         | 3          |      |
| 24       | Rosario           | 2          |      |

## Candidaturas y coaliciones

### Va por Sinaloa
|  | |
|  | Partido Revolucionario Institucional - Gubernatura del Estado - 6 ayuntamientos. Ahome, Badiraguato, Culiacán, El Fuerte, Mazatlán y Salvador Alvarado - 14 diputados. Distritos 3, 4, 6, 7, 8, 10, 11, 12, 13, 17, 18, 19, 22, 23 |
|  | Partido Acción Nacional - 1 ayuntamiento. Guasave - 8 diputados. Distritos 1, 2 5, 14, 15, 20, 21, 24 |
|  | Partido de la Revolución Democrática - 2 diputados. Distritos 9 y 16 |

La noche del 23 de diciembre, minutos antes de que venciera el plazo para registrar coaliciones rumbo al proceso electoral estatal, arribaron a la sede del Instituto Electoral del Estado de Sinaloa (IEES) Jesús Antonio Valdés Palazuelos y Juan Carlos Estrada Vega, dirigentes estatales del Partido Revolucionario Institucional y el Partido Acción Nacional respectivamente, así como una delegación del Partido de la Revolución Democrática para registrar formalmente la coalición Va por Sinaloa donde acordaron competir en conjunto por el gobierno del estado, las 24 diputaciones de mayoría relativa y las 18 alcaldías. Sin embargo, Humberto Domínguez, quien encabezó la delegación del PRD, se negó a firmar el acuerdo de coalición, acusando a los dirigentes del PRI y el PAN de «chamaquearlos» al haberlos dejado fuera del reparto de candidaturas.
El 29 de diciembre el dirigente estatal del PRI, Jesús Antonio Valdés Palazuelos señaló que el Partido de la Revolución Democrática se había reintegrado a la coalición, además de que anunció la distribución de las candidaturas a gobernador del estado y diputaciones de mayoría relativa, quedando pendiente el reparto de las candidaturas en los ayuntamientos.
Luego de la conformación oficial de la alianza, se comenzó a rumorar acerca de la posibilidad de que la candidatura a gobernador recayera sobre el secretario de educación pública y cultura del estado, Juan Alfonso Mejía, esto después de que comenzara a operar una campaña de valoración acerca de su persona mediante encuestas telefónicas, de la cual se deslindo más tarde. Más tarde el PRI publicó su convocatoria a los aspirantes externos que desearan ser candidatos a gobernador, por lo que lo que los rumores acerca de la postulación de Mejía comenzaron a crecer pero este confirmó días más tardes que no se registraría, la convocatoria expiro el 17 de enero sin ningún registro. El 21 de enero comenzó a trascender la noticia de que la cúpula del PRI en el estado había sostenido una reunión con el senador Mario Zamora Gastélum para designarlo como candidato por consenso. Zamora Gastelum arribo a la sede del PRI en Sinaloa para registrarse precandidato a gobernador sin embargo fue recibido en medio de revueltas después de que simpatizantes de Jesús Antonio Valdés Palazuelos bloquearán la entrada al auditorio en modo protesta conta de Zamora Gastelum, calificando su designación como «dedazo», durante su registro fue acompañado por el también senador Miguel Ángel Osorio Chong y se le sumaran el también senador perredista Miguel Ángel Mancera y el presidente nacional del PAN Marko Cortés cuando acuda a su registro en sus respectivos partidos.

### Partido del Trabajo
El 21 de diciembre, Leobardo Alcántara, dirigente estatal del Partido del Trabajo, solícito a Morena que fueran incluidos militantes del PT en la encuesta para definir al candidato a gobernador en virtud de la coalición Juntos Hacemos Historia, los militantes propuestos fueron el mismo Alcántara Martínez, el ex-secretario de salud estatal Víctor Manuel Díaz Simental y el diputado federal Fernando García, sin embargo esta proposición fue rechazada. Dos días después, en el último día para registrar alianzas ante el Instituto Electoral del Estado de Sinaloa, Leobardo Alcántara anunció que rompía su alianza con Morena en el estado de Sinaloa, pero seguirían aliados a nivel federal, asegurando que “Morena tuvo miedo en medirse en las encuestas comerciales contra los actores políticos del PT en diferentes municipios y aspirantes a gobernadores” por lo que contenderán en solitario a la elección.
En las listas de candidaturas publicadas por el Partido del Trabajo a finales de diciembre, esta señalaba que a Sinaloa le correspondía postular a una mujer en virtud de los criterios en paridad de género, días después, Leobardo Alcántara comentaría ante los medios que difícilmente se podía revertir la asignación en la candidatura, por lo que es un hecho que el PT postulara a una mujer, durante la declaración Alcántara Martínez destacó la trayectoria de Gloria González Burboa, exdiputada local en la LXII legislatura del Congreso del Estado de Sinaloa. El 8 de enero, Alcántara Martínez volvió a señalar a Gloria González como una potencial candidata, también mencionó que dos mujeres habían manifestado sus intenciones de buscar la candidatura petista, sin embargo no mencionó nombres.
La madrugada del 18 de enero Gloria González Burboa fue designada candidata a gobernadora por el Comité Ejecutivo Nacional del PT luego de ganar la encuesta de selección que realizó el partido.

### Partido Verde Ecologista de México
Durante el mes de diciembre, el catedrático de la Facultad de Ciencias Sociales y Económicas de la Universidad Autónoma de Sinaloa, Tomás Sauceda Carreño manifestó su interés en ser el candidato del PVEM a través de una transmisión de su programa radiofónico "En corto". Más tarde, el dirigente estatal del partido, José Gerardo Ríos Ibarra, confirmó la postulación de Saucedo, sin embargo también aclaró que se encontraba abiertos a negociar con otros partidos políticos para la formación de candidaturas comunes a diferentes puestos de elección popular, incluido gobernador. El 12 de febrero durante un encuentro con medios de comunicación Ríos Ibarra señaló que ya se encontraba en negociaciones con Morena, Partido del Trabajo y el Partido Sinaloense para la propuesta de algunos perfiles aptos para ser postulados como candidaturas comunes, sin nada definido por el momento.

### Movimiento Ciudadano
En noviembre de 2020 se integró al partido Sergio Torres Félix, ex secretario de pesca de Sinaloa y expresidente municipal de Culiacán, con la intención de postularse como aspirante a la candidatura del partido para la gubernatura. El 18 de diciembre Torres Félix recibió oficialmente su constancia de precandidato de unidad, al ser el único en registrarse antes de que venciera el plazo.
El 16 de noviembre, la Coordinadora Nacional para el Empoderamiento Ciudadano del partido, Ivonne Ortega Pacheco, anunció que Movimiento Ciudadano se presentaría en las elecciones estatales sin alianzas con otros partidos.

### Juntos Hacemos Historia
|  | |
|  | Movimiento Regeneración Nacional - Gubernatura del Estado - 9 ayuntamientos. Ahome, Badiraguato, Choix, Culiacán, Elota, Guasave, Navolato, Salvador Alvarado y San Ignacio - 16 diputados. Distritos 2, 3, 5, 6, 8, 9, 11, 12, 13, 14, 15, 16, 18, 20, 22, 23 |
|  | Partido Sinaloense - 6 ayuntamientos. Concordia, El Rosario, Escuinapa, Mazatlán, Cosalá y Mocorito - 8 diputados. Distritos 1, 4, 7, 10, 17, 19, 21, 24 |

El 2 de diciembre del 2020, el presidente nacional del partido, Mario Delgado Carrillo, la secretaría general Citlalli Hernández Mora y el delegado estatal para Sinaloa; Américo Villarreal Anaya sostuvieron una reunión con los aspirantes a la candidatura del gobierno del estado. Acordaron el uso de una encuesta abierta a la militancia para designar al candidato a gobernador.
La mañana del 5 de diciembre, se registraron trece aspirantes a la candidatura del partido en la sede nacional del Morena en la Ciudad de México: los senadores Ruben Rocha Moya; Imelda Castro Castro, los alcaldes Jesús Estrada Ferreiro de Culiacán; Luis Guillermo Benítez Torres de Mazatlán, el ex-secretario general de gobierno del estado Gerardo Vargas Landeros, la diputada federal por Culiacán Yadira Santiago Marcos, la diputada local Adriana Zárate, así como los abogados Ricardo Arnulfo Sauceda; Lucila Ayala de Moreschi; Manuel Lazcano Meza. Por último se registraron el exalcalde de Guasave Raúl Inzunza Dagnino, el ambientalista Joel Retamoza; y el integrante del “Somos más que 53” José Ángel Beltrán Rentería.
El 30 de diciembre, durante un evento en la sede nacional de Morena en la Ciudad de México, Rubén Rocha Moya fue presentado por Mario Delgado Carrillo como ganador de la encuesta interna de Morena y como candidato al gobierno del estado de Sinaloa.
Por parte del Partido Sinaloense, su dirigente estatal Héctor Melesio Cuén Ojeda confirmó su candidatura al gobierno del estado al ser el único aspirante dentro del partido, señalo también el inicio de su precampaña sería a partir del día 15 del mismo mes. Durante el anuncio de su candidatura manifestó antes los medios: «Estamos dispuestos a formar posibles candidaturas comunes con los partidos que legalmente podamos hacerlo», abriendo así la posibilidad de formar una 'Candidatura común' con Morena y abanderar a Rubén Rocha Moya al gobierno del estado. El 12 de enero Cuén Ojeda se registró oficialmente precandidato a gobernador ante la Comisión de Procesos Internos del Partido Sinaloense. En febrero, el dirigente nacional de Morena, Mario Delgado visitó el estado con la finalidad de negociar los términos para llevar a cabo una serie de candidaturas comunes con el Partido Sinaloense a los distintos puestos de elección popular, incluida la candidatura a gobernador. El 27 de febrero Mario Delgado y Héctor Melesio Cuén Ojeda confirmaron la alianza con Rubén Rocha Moya como candidato a gobernador.

### Partido Encuentro Solidario
Después de la derrota de Gerardo Vargas Landeros en la encuesta para definir al candidato de Morena al gobierno del estado, este señalo que buscaría otras vías, por lo que se empezó a rumorar a una posible postulación por medio del PES. Durante una conferencia de prensa celebrada por el Comité Municipal del PES en Mazatlán, la dirigente estatal del partido Elia Amador Tamayo aseguró que no lo descartaban y sería puesto a análisis en caso de que Vargas Landeros quisiera negociar la candidatura. Vargas Landeros fue descartado como candidato luego de que hiciera públicas sus intenciones de ser candidato a la alcaldía de Culiacán por Morena.
El 15 de marzo, la dirigencia nacional seleccionó como su candidato a gobernador al ex-aspirante por Morena y posteriormente por la vía independiente, Ricardo Arnulfo Mendoza Sauceda, luego de haber sido la única persona en participar en la contienda interna.

### Redes Sociales Progresistas
En un principio, se especulo acerca de una posible postulación por parte de José Fernando González Sánchez, fundador y líder nacional del partido, y Gerardo Vargas Landeros, quien también es una de los fundadores del partido en la entidad, sin embargo estas especulaciones cesaron luego de darse a conocer una lista donde el partido decidía postular a una mujer para cumplir con los criterios en paridad de género aprobados por el Consejo General del INE. En febrero, la magistrada y ex-aspirante a la gubernatura por Morena, Lucila Ayala de Moreschi anunció su interés de ocupar la candidatura por parte de RSP. Luego de darse a conocer las aspiraciones de Ayala, Rosa Elvira Ceballos, dirigente estatal de RSP en la entidad declaró al respecto que «Nos daría un arrastre dentro de este proceso político, por ser una mujer muy preparada y la sociedad la ve como una mujer muy recta, entera y que a apoyado las causas sociales».
El 9 de marzo se comenzó a especular la posibilidad de «bajar» de la contienda a Ayala, luego de que el dirigente nacional del partido sostuviera una reunión con empresarios y políticos en donde acordaban designar a otra candidata, dicha noticia causó molestia entre los seguidores de Ayala, quienes tomaron la sede del partido a modo de protesta. El 15 de marzo la decimosegunda asamblea extraordinaria de la Comisión Política Nacional de Redes Sociales Progresistas determino por unanimidad designar a la líder sindical de la Universidad Autónoma de Sinaloa, Yolanda Cabrera Peraza.

### Fuerza por México
El 27 de febrero el partido anunció a la exdiputada federal, Rosa Elena Millán como su candidata al gobierno del estado.

### Candidaturas independientes
Durante el proceso electoral de 2018, el entonces diputado federal con licencia y candidato al senado de Sinaloa por la vía independiente, Manuel Clouthier Carrillo anunció que en 2021 buscaría la gubernatura del estado. Clouthier Carrillo fue derrotado en la elección al senado tras obtener el cuarto lugar en la contienda electoral, lo cual menguó sus aspiraciones rumbo a la gubernatura en 2021 por lo que en febrero de 2019 anunció su retiro de la política. Sin embargo, en octubre de 2020 interpuso un juicio ante el Tribunal Electoral del Estado Sinaloa (TEESIN) para aumentar de 40 a 60 días el plazo de recolección de firmas para quienes aspiren a ser candidatos independientes al gobierno del estado, lo cual reafirmaría su intención de participar en la elección a gobernador. Posteriormente el TEESIN ordenó que se ampliara el tiempo de recolección de firmas a 60 días en virtud del juicio promovido por Clouthier Carrillo. El 7 de enero dio fin a los rumores al comentar ante los medios que no participaría en las elecciones, ratificando así su retiro de la política.
Por otro lado, el abogado Ricardo Arnulfo Mendoza Sauceda, quien luego de ser derrotado por el senador Rubén Rocha Moya en la contienda interna de Morena para lograr la candidatura a gobernador y renunciar a su militancia a dicho partido, decidió registrarse candidato a gobernador por la vida independiente. Durante su registro, Mendoza Sauceda señalo que «Al pueblo no se le tomó en cuenta para la elección de candidatos de Morena, pues participaremos por la vía independiente, por ello tenemos el compromiso de acudir al Instituto Estatal Electoral, a solicitar nuestro registro de manera formal, cumpliendo con todos los requisitos que nos señala la ley, para proceder a presentar un proyecto de gobierno del pueblo, el cual vamos a defender durante todo este proceso electoral».
El Instituto Electoral del Estado de Sinaloa resolvió desechar 27 solicitudes de registro a candidatos independientes, entre ellas la de Mendoza Sauceda por no cumplir con todos los requisitos. Días después, el consejo general del IEES dio cumplimiento a una sentencia promulgada por el TEESIN para otorgar una prórroga de 8 días a 26 aspirantes a candidaturas independientes (incluido Arnulfo Mendoza) en caso de que no hayan cumplido con los requisitos requeridos para acceder a la candidatura, dicha prórroga venció el 29 de enero sin resultado alguno.

## Encuestas para la gubernatura

### Por partido político
| Encuestadora          | Fecha                         |       |        |        |       |      | Otro  | Ninguno/No sabe |
| --------------------- | ----------------------------- | ----- | ------ | ------ | ----- | ---- | ----- | --------------- |
| Encuestadora          | Fecha                         |       |        |        |       |      | Otro  | Ninguno/No sabe |
| Campaigns & Elections | noviembre de 2019             | 7%    | 18%    | 35%    | —     | —    | 10%   | 30%             |
| Campaigns & Elections | febrero de 2020               | 11%   | 16%    | 34%    | —     | —    | 6%    | 34%             |
| Analítica media       | 29 de mayo de 2020            | 8.3%  | 26.2%  | 28.1%  | —     | —    | 8.1%  | 29.3%           |
| Massive Caller        | 30 de junio de 2020           | 8.2%  | 24.6%  | 28.0%  | 7.7%  | 2.5% | 5.0%  | 24.1%           |
| Demoscopia digital    | 1 y 2 de agosto de 2020       | 6.35% | 26.38% | 29.12% | 7.34% | —    | 8.17% | 22.64%          |
| Campaigns & Elections | 17 de agosto de 2020          | 20%   | 17%    | 38%    | —     | 6%   | 13%   | —               |
| Elección México       | 14 a 27 de septiembre de 2020 | 19%   | 10%    | 41%    | 5%    | 6%   | 3%    | 17%             |
| Consulta Mitofsky     | 28 a 29 de septiembre de 2020 | 12.9% | 14.8%  | 36.8%  | —     | 1.9% | 5.9%  | 27.7%           |
| Demoscopia digital    | 4 de octubre de 2020          | 8.16% | 28.78% | 29.03% | —     | —    | 9.27% | 24.76%          |
| Campaigns & Elections | 27 de octubre de 2020         | 12%   | 20%    | 42%    | —     | 12%  | —     | 15%             |
| Demoscopia digital    | 12 de noviembre de 2020       | 8.27% | 25.77% | 28.65% | 3.98% | —    | 5.50% | 27.83%          |

### Por candidato
| Encuestadora          | Fecha                    | Zamora | Rocha  | Torres | Otro  | Ninguno/No sabe |
| --------------------- | ------------------------ | ------ | ------ | ------ | ----- | --------------- |
| Encuestadora          | Fecha                    |        |        |        | Otro  | Ninguno/No sabe |
| Demoscopia Digital    | 4 de enero de 2021       | 24.4%  | 31.6%  | 10.3%  | 9.1%  | 24.6%           |
| Campaigns & Elections | 6 de enero de 2021       | 29%    | 39%    | 6%     | 10%   | 16%             |
| Massive caller        | 1 de febrero de 2021     | 19.6%  | 44%    | 4.3%   | 17.9% | 14.2%           |
| Demoscopia digital    | 1 de febrero de 2021     | 21.5%  | 29.2%  | 9.7%   | 12.5% | 27.1%           |
| Campaigns & Elections | 6 de febrero de 2021     | 26%    | 44%    | 9%     | 5%    | 16%             |
| Heraldo Media Group   | 8 de febrero de 2021     | 17.2%  | 39.1%  | 5.7%   | 12.4% | 25.6%           |
| Massive Caller        | 9 de febrero de 2021     | 23.8%  | 41.6%  | 2.7%   | 15.1% | 16.8%           |
| Massive Caller        | 15 de febrero de 2021    | 21.4%  | 40.6%  | 4.5%   | 14.7% | 18.8%           |
| Campaigns & Elections | 22 de febrero de 2021    | 32%    | 47%    | 2%     | 10%   | 9%              |
| Massive Caller        | 22 de febrero de 2021    | 21.5%  | 37.3%  | 3.8%   | 16.1% | 21.3%           |
| Demoscopia digital    | 26 de febrero de 2021    | 20.3%  | 30.7%  | 10.8%  | 14.7% | 23.5%           |
| Arias Consultores     | 27 de febrero de 2021    | 36.0%  | 38.8%  | 3.6%   | 10.8% | 10.9%           |
| Campaigns & Elections | 1 de marzo de 2021       | 26%    | 41%    | 4%     | 4%    | 25%             |
| Massive Caller        | 1 de marzo de 2021       | 18.3%  | 40.5%  | 2.3%   | 17.8% | 21.2%           |
| Demoscopia digital    | 6 de marzo de 2021       | 23.9%  | 30.2%  | 6.8%   | 11%   | 28.1%           |
| Massive Caller        | 8 de marzo de 2021       | 20.8%  | 43.2%  | 3.7%   | 9%    | 23.3%           |
| Campaigns & Elections | 10 de marzo de 2021      | 24%    | 46%    | 5%     | 5%    | 20%             |
| Massive Caller        | 15 de marzo de 2021      | 26.2%  | 41.8%  | 2.6%   | 8.3%  | 21.1%           |
| Poligrama             | 17 de marzo de 2021      | 22.84% | 40.29% | 7.83%  | 7.67% | 21.37%          |
| Demoscopia digital    | 18 de marzo de 2021      | 24.1%  | 31.7%  | 6.3%   | 11.6% | 26.3%           |
| Campaigns & Elections | 22 de marzo de 2021      | 26%    | 47%    | 3%     | 0%    | 24%             |
| Massive Caller        | 22 de marzo de 2021      | 27%    | 43.3%  | 1.8%   | 11%   | 16.8%           |
| Arias Consultores     | 26 de marzo de 2021      | 28.9%  | 46.6%  | —      | 8.4%  | 16.1%           |
| Demoscopìa digital    | 28 de marzo de 2021      | 25.5%  | 33.7%  | 5.1%   | 11.4% | 24.3%           |
| Massive Caller        | 29 de marzo de 2021      | 22.4%  | 42.7%  | 5.6%   | 13.1% | 16.2%           |
| México Elige          | 30 de marzo de 2021      | 31.4%  | 41.8%  | 4.6%   | 18.7% | 3.5%            |
| Campaigns & Elections | 30 de marzo de 2021      | 28%    | 49%    | 7%     | 5%    | 11%             |
| Campaigns & Elections | 5 de abril de 2021       | 30%    | 44%    | 1%     | 5%    | 7%              |
| Massive Caller        | 5 de abril de 2021       | 30.9%  | 44.9%  | 2.7%   | 10.6% | 10.9%           |
| Heraldo Media Group   | 5 de abril de 2021       | 29.3%  | 44.3%  | 3.3%   | 12.2% | 10.9%           |
| Demoscopia digital    | 7 de abril de 2021       | 25.8%  | 35.3%  | 4.2%   | 15.1% | 19.6%           |
| Enkoll                | 8 de abril de 2021       | 23%    | 40%    | 12%    | 6%    | 19%             |
| Campaigns & Elections | 12 de abril del 2021     | 37%    | 47%    | 1%     | 1%    | 14%             |
| Massive Caller        | 12 de abril del 2021     | 26.1%  | 44.5%  | 5.1%   | 8.2%  | 16.1%           |
| Demoscopia Digital    | 17 de abril del 2021     | 24.7%  | 38.9%  | 3.4%   | 12.7% | 20.3%           |
| Massive Caller        | 19 de abril del 2021     | 32%    | 42.3%  | 3.7%   | 10.6% | 11.4%           |
| Campaigns & Elections | 19 de abril del 2021     | 37%    | 46%    | 4%     | 6%    | 7%              |
| Massive Caller        | 20 de abril del 2021     | 31%    | 46.6%  | 3.4%   | 6.5%  | 12.5%           |
| Massive Caller        | 21 de abril del 2021     | 30.7%  | 42.5%  | 6.9%   | 8.1%  | 11.8%           |
| Massive Caller        | 22 de abril del 2021     | 33.1%  | 43.4%  | 4.5%   | 7.4%  | 11.6%           |
| Massive Caller        | 23 de abril del 2021     | 31.1%  | 44.5%  | 3.9%   | 10%   | 10.5%           |
| Massive Caller        | 25 de abril del 2021     | 33.3%  | 45.4%  | 3.8%   | 8%    | 9.5%            |
| Campaigns & Elections | 26 de abril del 2021     | 39%    | 47%    | 2%     | 6%    | 6%              |
| Massive Caller        | 26 de abril del 2021     | 33.3%  | 45.4%  | 3.8%   | 8%    | 9.5%            |
| Demoscopia digital    | 27 de abril del 2021     | 23.5%  | 40.1%  | 2.9%   | 13.3% | 20.2%           |
| Campaigns & Elections | 3 de mayo del 2021       | 39%    | 47%    | 1%     | 4%    | 9%              |
| Heraldo Media Group   | 3 de mayo del 2021       | 36%    | 42.3%  | 3.1%   | 6.8%  | 11.8%           |
| El Financiero         | 3 de mayo del 2021       | 35%    | 48%    | 8%     | 9%    | 0%              |
| Massive Caller        | 3 de mayo del 2021       | 33.2%  | 42.8%  | 3.1%   | 9.9%  | 11%             |
| Demoscopia digital    | 7 de mayo del 2021       | 28.7%  | 41.7%  | 2.8%   | 12.2% | 14.6%           |
| Campaigns & Elections | 10 de mayo del 2021      | 40%    | 46%    | 5%     | 1%    | 8%              |
| Massive Caller        | 9 de mayo del 2021       | 36%    | 42.9%  | 2.6%   | 10.5% | 8%              |
| Massive Caller        | 9 de mayo del 2021       | 35.8%  | 43%    | 2.7%   | 9.8%  | 8.7%            |
| Massive Caller        | 12 de mayo del 2021      | 32.7%  | 44.4%  | 3.7%   | 9.4%  | 9.8%            |
| Demoscopia digital    | 12 de mayo del 2021      | 31.6%  | 42.9%  | 3.2%   | 14%   | 8.3%            |
| Massive Caller        | 13 de mayo del 2021      | 33.1%  | 40.1%  | 5%     | 13.4% | 8.4%            |
| Massive Caller        | 15 de mayo del 2021      | 33.9%  | 44.2%  | 1.8%   | 11.3% | 8.8%            |
| Massive Caller        | 16 de mayo del 2021      | 35.7%  | 47.1%  | 1.6%   | 8.4%  | 7.2%            |
| Poligrama             | 3 al 17 de mayo del 2021 | 33.42% | 47.34% | 5.59%  | 4.23% | 9.41%           |
| Campaigns & Elections | 17 de mayo del 2021      | 39%    | 49%    | 1%     | 6%    | 5%              |
| Demoscopia digital    | 17 de mayo del 2021      | 33.8%  | 41.5%  | 2.6%   | 12.4% | 9.7%            |
| Massive Caller        | 17 de mayo del 2021      | 34.1%  | 44.9%  | 3.1%   | 9.9%  | 8%              |
| Massive Caller        | 18 de mayo del 2021      | 32%    | 43.3%  | 5.4%   | 9%    | 10.3%           |
| México Elige          | 19 de mayo del 2021      | 42.1%  | 44%    | 3.7%   | 7.6%  | 2.6%            |
| Massive Caller        | 19 de mayo del 2021      | 34.7%  | 45.4%  | 4.3%   | 10.1% | 5.5%            |
| El Universal          | 19 de mayo del 2021      | 35%    | 39%    | 4%     | 3%    | 19%             |
| Latinus-Reforma       | 20 de mayo del 2021      | 43%    | 53%    | 1%     | 3%    | -               |
| Demoscopia Dgital     | 22 de mayo del 2021      | 33.1%  | 43.7%  | 2.9%   | 11%   | 9.3%            |
| Campaigns & Elections | 23 de mayo del 2021      | 43%    | 47%    | 1%     | 5%    | 4%              |
| Demoscopia Digital    | 24 de mayo del 2021      | 32.8%  | 42.5%  | 2.6%   | 10.4% | 11.7%           |
| Massive Caller        | 24 de mayo del 2021      | 33.5%  | 46%    | 2.8%   | 8.7%  | 9%              |
| Demoscopia Digital    | 28 de mayo del 2021      | 32.1%  | 43.8%  | 2.7%   | 10.9% | 10.5%           |
| Heraldo Media Group   | 28 de mayo del 2021      | 37.8%  | 47.7%  | 2.7%   | 9.3%  | 2.5%            |
| Demoscopia Digital    | 30 de mayo del 2021      | 33.2%  | 43.1%  | 3.1%   | 11.1% | 9.5%            |
| Campaigns & Elections | 30 de mayo del 2021      | 43%    | 48%    | 5%     | 1%    | 3%              |
| Massive Caller        | 31 de mayo del 2021      | 37.5%  | 46.8%  | 3.4%   | 5.4%  | 6.9%            |
| Enkoll                | 31 de mayo del 2021      | 31%    | 54%    | 7%     | 8%    | —               |
| Demoscopia Digital    | 1 de junio del 2021      | 33.1%  | 44.6%  | 3.4%   | 10.3% | 8.6%            |
| Poligrama             | 1 de junio del 2021      | 36.65% | 47.84% | 7.32%  | 2.28% | 5.91%           |
| FactoMetrica          | 1 de junio del 2021      | 33.1%  | 51.2%  | 5%     | 10.7% | —               |
| PollsMX               | 2 de junio del 2021      | 37.2%  | 44.4%  | 3.5%   | 9.7%  | —               |

## Resultados electorales

### Gobernador
|  | 56.60 % |

|  | 32.49 % |

|  | 2.89 % |

|  | 1.81 % |

|  | 1.12 % |

|  | 1.02 % |

|  | 0.96 % |

|  | 0.76 % |

|  | 0.04 % |

|  | 97.65 % |

|  | 2.31 % |

|  | 48.97 % |

### Ayuntamientos

Distribución de los ayuntamientos por partido político.

|  | 36.16 % |

|  | 25.42 % |

|  | 8.14 % |

|  | 7.26 % |

|  | 6.76 % |

|  | 4.64 % |

|  | 2.12 % |

|  | 1.87 % |

|  | 1.86 % |

|  | 1.68 % |

|  | 1.14 % |

|  | 0.14 % |

|  | 0.06 % |

|  | 97.19 % |

|  | 2.75 % |

|  | 48.48 % |

#### Ayuntamiento de Ahome
|  | 31.81 % |

|  | 28.10 % |

|  | 28.05 % |

|  | 3.88 % |

|  | 3.17 % |

|  | 1.05 % |

|  | 0.68 % |

|  | 0.50 % |

|  | 0.05 % |

|  | 97.24 % |

|  | 2.71 % |

|  | 47.85 % |

#### Ayuntamiento de Angostura
|  | 36.47 % |

|  | 27.05 % |

|  | 26.23 % |

|  | 2.56 % |

|  | 2.12 % |

|  | 1.54 % |

|  | 0.74 % |

|  | 0.54 % |

|  | 97.25 % |

|  | 2.75 % |

|  | 67.92 % |

#### Ayuntamiento de Badiraguato
|  | 50.67 % |

|  | 43.16 % |

|  | 1.33 % |

|  | 1.15 % |

|  | 0.76 % |

|  | 0.01 % |

|  | 97.07 % |

|  | 2.92 % |

|  | 59.84 % |

#### Ayuntamiento de Concordia
|  | 68.16 % |

|  | 14.33 % |

|  | 5.29 % |

|  | 4.56 % |

|  | 1.77 % |

|  | 0.77 % |

|  | 0.66 % |

|  | 0.39 % |

|  | 0.01 % |

|  | 95.93 % |

|  | 4.06 % |

|  | 51.14 % |

#### Ayuntamiento de Cosalá
|  | 58.81 % |

|  | 33.14 % |

|  | 2.86 % |

|  | 1.90 % |

|  | 0.41 % |

|  | 0.25 % |

|  | 0.01 % |

|  | 97.37 % |

|  | 2.61 % |

|  | 64.56 % |

#### Ayuntamiento de Culiacán
|  | 45.29 % |

|  | 40.10 % |

|  | 5.09 % |

|  | 1.59 % |

|  | 1.53 % |

|  | 1.42 % |

|  | 1.35 % |

|  | 1.21 % |

|  | 0.07 % |

|  | 97.58 % |

|  | 2.35 % |

|  | 45.62 % |

#### Ayuntamiento de Choix
|  | 43.46 % |

|  | 23.90 % |

|  | 22.98 % |

|  | 2.88 % |

|  | 1.37 % |

|  | 0.79 % |

|  | 0.56 % |

|  | 0.49 % |

|  | 0.35 % |

|  | 0.32 % |

|  | 0.01 % |

|  | 97.10 % |

|  | 2.89 % |

|  | 60.64 % |

#### Ayuntamiento de Elota
|  | 59.19 % |

|  | 21.32 % |

|  | 11.37 % |

|  | 1.10 % |

|  | 0.97 % |

|  | 0.66 % |

|  | 0.60 % |

|  | 0.54 % |

|  | 0.17 % |

|  | 0.01 % |

|  | 95.92 % |

|  | 4.07 % |

|  | 61.94 % |

#### Ayuntamiento de Escuinapa
|  | 22.46 % |

|  | 20.92 % |

|  | 18.86 % |

|  | 17.68 % |

|  | 13.91 % |

|  | 1.80 % |

|  | 0.52 % |

|  | 0.38 % |

|  | 0.34 % |

|  | 0.22 % |

|  | 0.01 % |

|  | 97.09 % |

|  | 2.90 % |

|  | 57.30 % |

#### Ayuntamiento de El Fuerte
|  | 30.33 % |

|  | 27.92 % |

|  | 22.45 % |

|  | 6.46 % |

|  | 3.15 % |

|  | 2.87 % |

|  | 1.24 % |

|  | 0.97 % |

|  | 0.97 % |

|  | 0.53 % |

|  | 0.02 % |

|  | 96.88 % |

|  | 3.09 % |

|  | 55.60 % |

#### Ayuntamiento de Guasave
|  | 53.32 % |

|  | 40.62 % |

|  | 1.32 % |

|  | 1.23 % |

|  | 1.10 % |

|  | 0.52 % |

|  | 0.03 % |

|  | 98.11 % |

|  | 1.86 % |

|  | 46.84 % |

#### Ayuntamiento de Mazatlán
|  | 49.31 % |

|  | 35.06 % |

|  | 5.53 % |

|  | 3.10 % |

|  | 1.76 % |

|  | 1.24 % |

|  | 0.93 % |

|  | 0.64 % |

|  | 0.17 % |

|  | 97.57 % |

|  | 2.26 % |

|  | 45.17 % |

#### Ayuntamiento de Mocorito
|  | 33.32 % |

|  | 29.40 % |

|  | 17.85 % |

|  | 8.67 % |

|  | 2.94 % |

|  | 1.57 % |

|  | 1.52 % |

|  | 0.51 % |

|  | 0.49 % |

|  | 96.27 % |

|  | 3.73 % |

|  | 59.01 % |

#### Ayuntamiento de El Rosario
|  | 33.95 % |

|  | 29.95 % |

|  | 8.92 % |

|  | 7.30 % |

|  | 2.33 % |

|  | 2.21 % |

|  | 2.21 % |

|  | 0.82 % |

|  | 0.37 % |

|  | 0.01 % |

|  | 88.06 % |

|  | 11.93 % |

|  | 54.52 % |

#### Ayuntamiento de Salvador Alvarado
|  | 68.51 % |

|  | 21.82 % |

|  | 2.09 % |

|  | 1.63 % |

|  | 1.63 % |

|  | 1.54 % |

|  | 0.96 % |

|  | 0.02 % |

|  | 98.18 % |

|  | 1.80 % |

|  | 56.70 % |

#### Ayuntamiento de San Ignacio
|  | 48.19 % |

|  | 19.85 % |

|  | 17.63 % |

|  | 6.60 % |

|  | 1.21 % |

|  | 0.72 % |

|  | 0.59 % |

|  | 0.27 % |

|  | 95.06 % |

|  | 4.94 % |

|  | 63.35 % |

#### Ayuntamiento de Sinaloa
|  | 43.04 % |

|  | 24.19 % |

|  | 13.56 % |

|  | 3.72 % |

|  | 3.56 % |

|  | 3.03 % |

|  | 2.03 % |

|  | 1.31 % |

|  | 0.62 % |

|  | 0.47 % |

|  | 0.01 % |

|  | 95.53 % |

|  | 4.46 % |

|  | 41.03 % |

#### Ayuntamiento de Navolato
|  | 31.78 % |

|  | 28.28 % |

|  | 14.63 % |

|  | 9.31 % |

|  | 7.59 % |

|  | 2.18 % |

|  | 1.54 % |

|  | 1.32 % |

|  | 0.65 % |

|  | 0.01 % |

|  | 97.28 % |

|  | 2.71 % |

|  | 49.73 % |

### Congreso del estado

Diputados LXIII Legislatura del Congreso del Estado de Sinaloa.

|  | 41.79 % |

|  | 23.26 % |

|  | 8.40 % |

|  | 7.55 % |

|  | 4.14 % |

|  | 2.90 % |

|  | 2.57 % |

|  | 1.80 % |

|  | 1.52 % |

|  | 1.43 % |

|  | 1.06 % |

|  | 0.19 % |

|  | 0.06 % |

|  | 96.61 % |

|  | 3.33 % |

|  | 48.70 % |

#### Distrito I (El Fuerte)
|  | 40.57 % |

|  | 27.16 % |

|  | 18.98 % |

|  | 4.70 % |

|  | 2.38 % |

|  | 1.11 % |

|  | 1.04 % |

|  | 0.68 % |

|  | 0.03 % |

|  | 96.62 % |

|  | 3.35 % |

|  | 57.61 % |

#### Distrito II (Los Mochis)
|  | 44.12 % |

|  | 31.68 % |

|  | 12.73 % |

|  | 3.85 % |

|  | 1.80 % |

|  | 1.27 % |

|  | 1.25 % |

|  | 0.75 % |

|  | 0.05 % |

|  | 97.45 % |

|  | 2.50 % |

|  | 47.82 % |

#### Distrito III (Los Mochis)
|  | 50.72 % |

|  | 26.91 % |

|  | 7.57 % |

|  | 5.23 % |

|  | 2.67 % |

|  | 2.13 % |

|  | 0.74 % |

|  | 0.70 % |

|  | 0.04 % |

|  | 96.67 % |

|  | 3.29 % |

|  | 48.58 % |

#### Distrito IV (Los Mochis)
|  | 47.10 % |

|  | 36.50 % |

|  | 4.97 % |

|  | 3.04 % |

|  | 2.60 % |

|  | 1.67 % |

|  | 1.04 % |

|  | 0.62 % |

|  | 0.04 % |

|  | 97.54 % |

|  | 2.42 % |

|  | 46.02 % |

#### Distrito V (Los Mochis)
|  | 53.67 % |

|  | 36.15 % |

|  | 2.65 % |

|  | 2.62 % |

|  | 1.39 % |

|  | 0.62 % |

|  | 0.51 % |

|  | 0.46 % |

|  | 0.03 % |

|  | 98.07 % |

|  | 1.90 % |

|  | 48.39 % |

#### Distrito VI (Sinaloa)
|  | 46.50 % |

|  | 41.58 % |

|  | 2.35 % |

|  | 1.62 % |

|  | 1.29 % |

|  | 1.21 % |

|  | 0.52 % |

|  | 0.43 % |

|  | 0.01 % |

|  | 95.50 % |

|  | 4.49 % |

|  | 43.03 % |

#### Distrito VII (Guasave)
|  | 52.92 % |

|  | 40.16 % |

|  | 1.48 % |

|  | 1.35 % |

|  | 0.75 % |

|  | 0.40 % |

|  | 0.38 % |

|  | 0.04 % |

|  | 97.44 % |

|  | 2.52 % |

|  | 50.17 % |

#### Distrito VIII (Guasave)
|  | 55.60 % |

|  | 37.26 % |

|  | 1.39 % |

|  | 1.28 % |

|  | 1.22 % |

|  | 0.48 % |

|  | 0.37 % |

|  | 0.03 % |

|  | 97.60 % |

|  | 2.37 % |

|  | 48.48 % |

#### Distrito IX (Guamúchil)
|  | 55.70 % |

|  | 32.92 % |

|  | 2.72 % |

|  | 2.57 % |

|  | 1.70 % |

|  | 1.30 % |

|  | 0.50 % |

|  | 0.03 % |

|  | 97.41 % |

|  | 2.56 % |

|  | 62.01 % |

#### Distrito X (Mocorito)
|  | 47.50 % |

|  | 36.62 % |

|  | 6.29 % |

|  | 2.67 % |

|  | 0.97 % |

|  | 0.82 % |

|  | 0.61 % |

|  | 0.03 % |

|  | 95.48 % |

|  | 4.49 % |

|  | 58.71 % |

#### Distrito XI (Navolato)
|  | 42.31 % |

|  | 30.58 % |

|  | 10.19 % |

|  | 8.90 % |

|  | 2.13 % |

|  | 1.74 % |

|  | 1.01 % |

|  | 0.68 % |

|  | 0.05 % |

|  | 97.54 % |

|  | 2.41 % |

|  | 46.86 % |

#### Distrito XII (Culiacán)
|  | 49.76 % |

|  | 34.99 % |

|  | 4.74 % |

|  | 2.07 % |

|  | 1.77 % |

|  | 1.56 % |

|  | 1.38 % |

|  | 1.33 % |

|  | 0.14 % |

|  | 97.60 % |

|  | 2.26 % |

|  | 50.19 % |

#### Distrito XIII (Culiacán)
|  | 46.49 % |

|  | 40.23 % |

|  | 3.79 % |

|  | 1.73 % |

|  | 1.57 % |

|  | 1.48 % |

|  | 1.13 % |

|  | 1.13 % |

|  | 0.10 % |

|  | 97.55 % |

|  | 2.35 % |

|  | 46.43 % |

#### Distrito XIV (Culiacán)
|  | 46.31 % |

|  | 39.02 % |

|  | 5.28 % |

|  | 2.21 % |

|  | 1.51 % |

|  | 1.35 % |

|  | 1.02 % |

|  | 1.01 % |

|  | 0.08 % |

|  | 97.71 % |

|  | 2.21 % |

|  | 55.62 % |

#### Distrito XV (Culiacán)
|  | 50.50 % |

|  | 35.92 % |

|  | 4.23 % |

|  | 1.64 % |

|  | 1.56 % |

|  | 1.43 % |

|  | 1.38 % |

|  | 0.95 % |

|  | 0.07 % |

|  | 97.61 % |

|  | 2.32 % |

|  | 43.67 % |

#### Distrito XVI (Culiacán)
|  | 56.77 % |

|  | 27.26 % |

|  | 5.24 % |

|  | 2.30 % |

|  | 2.14 % |

|  | 1.42 % |

|  | 1.32 % |

|  | 1.08 % |

|  | 0.06 % |

|  | 97.53 % |

|  | 2.41 % |

|  | 38.77 % |

#### Distrito XVII (Culiacán)
|  | 53.12 % |

|  | 31.13 % |

|  | 4.52 % |

|  | 2.32 % |

|  | 1.96 % |

|  | 1.64 % |

|  | 1.49 % |

|  | 0.91 % |

|  | 0.09 % |

|  | 97.09 % |

|  | 2.82 % |

|  | 41.26 % |

#### Distrito XVIII (Culiacán)
|  | 58.95 % |

|  | 27.18 % |

|  | 3.21 % |

|  | 2.76 % |

|  | 1.80 % |

|  | 1.17 % |

|  | 1.16 % |

|  | 1.04 % |

|  | 0.04 % |

|  | 97.27 % |

|  | 2.69 % |

|  | 41.31 % |

#### Distrito XIX (La Cruz)
|  | 39.32 % |

|  | 32.26 % |

|  | 11.07 % |

|  | 3.74 % |

|  | 1.39 % |

|  | 1.01 % |

|  | 0.58 % |

|  | 0.03 % |

|  | 89.37 % |

|  | 10.60 % |

|  | 58.37 % |

#### Distrito XX (Mazatlán)
|  | 60.33 % |

|  | 24.49 % |

|  | 3.55 % |

|  | 2.78 % |

|  | 2.20 % |

|  | 1.68 % |

|  | 1.52 % |

|  | 0.80 % |

|  | 0.09 % |

|  | 97.35 % |

|  | 2.56 % |

|  | 40.17 % |

#### Distrito XXI (Mazatlán)
|  | 51.02 % |

|  | 34.25 % |

|  | 3.92 % |

|  | 3.38 % |

|  | 1.84 % |

|  | 1.56 % |

|  | 1.12 % |

|  | 0.81 % |

|  | 0.08 % |

|  | 97.90 % |

|  | 2.02 % |

|  | 45.72 % |

#### Distrito XXII (Mazatlán)
|  | 49.09 % |

|  | 30.61 % |

|  | 6.14 % |

|  | 4.65 % |

|  | 2.10 % |

|  | 1.57 % |

|  | 1.49 % |

|  | 1.03 % |

|  | 0.58 % |

|  | 0.10 % |

|  | 97.26 % |

|  | 2.64 % |

|  | 49.94 % |

#### Distrito XXIII (Mazatlán)
|  | 57.99 % |

|  | 28.16 % |

|  | 3.44 % |

|  | 1.91 % |

|  | 1.56 % |

|  | 1.37 % |

|  | 1.28 % |

|  | 1.04 % |

|  | 0.09 % |

|  | 96.75 % |

|  | 3.16 % |

|  | 46.54 % |

#### Distrito XXIV (El Rosario)
|  | 36.86 % |

|  | 35.02 % |

|  | 10.92 % |

|  | 6.07 % |

|  | 1.43 % |

|  | 0.55 % |

|  | 0.01 % |

|  | 90.85 % |

|  | 9.14 % |

|  | 54.50 % |